# Ајронхајд
Ајронхајд (Ironhide) је име неколико ликова из популарних цртаних серија Трансформерси, заснованој на популарној линији играчака који су произвели Такара и Хасбро.

## Генерација 1
Ајронхајд је један од најстаријих и најјачих Аутобота и доста дуго је у тиму Оптимуса Прајма. "Овакве више не праве као некада" најбоље описује Ајронхајда. Он је стари модел али је направљен да траје. Осоран и својеглав, он преферира акцију уместо речи и не воли да прича само да би причао.(Дефинитивно не би уживао да буде у тиму са Блустриком). И поред своје грубости зна бити оптимистичан и племенит. 
Ајронхајдова специјалност је водени топ, оружје које може да генерише и испаљује течност било које врсте, као што је течни азот, киселина, малтер и још много тога.

### Анимирана серија
Ајронхајд је прво замишљен као црни 72 гмц. Иако је познат по томе као део обезбеђења Аутобота и као десна рука Оптимуса Прајма, Ајронхајд је често виђен као храбар и пожртвован ратник, често учествујући у биткама против Десептикона са Оптимус Прајмом или без њега. Такође је преузимао улогу команданта Аутобота као што би то често били Oптимусови сарадници Праул и Џез. Са људским савезницима се лако спријатељио и увек их је штитио и спасавао када је то било потребно.
У eпизоди Више него што се види Ајронхајд је први пут виђен како се бори против Саундвејва на Арку пре него што се Арк срушио и касније асистирајући Бамблбију да заустави Рамбла у изазивању поплава. Ајронхајдова најпознатија улога је била у епизоди Имобилизатор из друге сезоне. Док је био на стражи Карли (Која је била велики фан аутобота) га је омела и он није приметио Десептиконе који су изненадили Аутоботе и украли Вилџеков изум - Справу која је могла да замрзне све па и саме Траснформерсе. Пун кривице и верујући да је превише стар да би се борио, повукао се из активне службе. Ипак када је Карли отета од стране Десептикона, одлучио је да је спасе. На крају је уништио имобилизатор и вратио се на дужност.
Ајронхајд је оправдао своју улогу најпожртвованијег ратника Аутобота у епизоди Путовање у заборав. Током битке са Мегатроном, Оптимус Прајм је случајно бацио лидера Десептикона на генератор дајући му тако привремено повећање снаге. Мегатрон је затим то искористио и нокаутирао Прајма. Док је Прајм био у несвести Мегатрон се трансформисао у пиштољ и наредио Саундвејву да уништи Прајма. Ајронхајд се херојски бацио, примио погодак у груди и сачувао Прајмов живот. Уместо да настави битку са Десептиконима који су се повлачили, Оптимус је наредио да се сви Аутоботи врате у базу јер је Ајронхајд био тешко рањен. Када је Речет покушавао касније да га поправи, Ајронхајд се побунио и рекао Речету да макне његова клешта. Речет је затим духовито одбрусио да ће му искључиути кола за говор ако настави да гунђа. 
У епизоди Оптимусов двојник Ајронхајд је привремено преузео вођство над Аутоботима док се није одредило који је од два Оптимуса прави.
Ајронхајд је убијен у филму Трансформерси када су Десептикони напали шатл са којим су он, Речет, Праул и Браун путовали на Земљу. Пре него што је шатл полетео, Спајк је замолио Ајронхајда да каже његовом сину Данијелу да му пуно недостаје и да ће доћи кући чим Мегатрон буде поражен. Иако је био добро наоружан, није успео да се одбрани. Мегатрон се претворио у пиштољ, Старскрим је пуцао и Ајронхајд је пао тешко повређен. Када је Мегатрон открио Старскриму да ће напасти град Аутобота и да ће их заувек уништити, рањени Ајронхајд је ухватио Мегатрона за ногу и викнуо "Не". Мегатрон је одговорио познатом реченицом "Каква херојска бесмислица" и убио Ајронхајда пуцајући му у главу.